# Мур-Тауэрс, Кирстен
Кирстен Мур-Тауэрс (англ. Kirsten Moore-Towers; род. 1 июля 1992 года в Сент-Катаринсе, Онтарио, Канада) — канадская фигуристка, выступающая в парном катании с Майклом Маринаро. Они — вице-чемпионы четырёх континентов (2019), серебряные призёры этапа Гран-при Skate Canada (2019), победители турниров серии «Челленджер» U.S. Classic (2017) и Nebelhorn Trophy (2019), чемпионы Канады (2019, 2020), двукратные бронзовые призёры национального чемпионата (2017, 2018).
До апреля 2014 года выступала в паре с Диланом Московичем, с которым она — серебряный призёр Олимпийских игр в командных соревнованиях (2014), серебряный призёр чемпионата четырёх континентов (2013), чемпионка Канады (2011), двукратная вице-чемпионка Канады (2013, 2014).
По состоянию на 2 ноября 2019 года пара Мур-Тауэрс / Маринаро занимает 4-е место в рейтинге Международного союза конькобежцев (ИСУ).

## Спортивная карьера

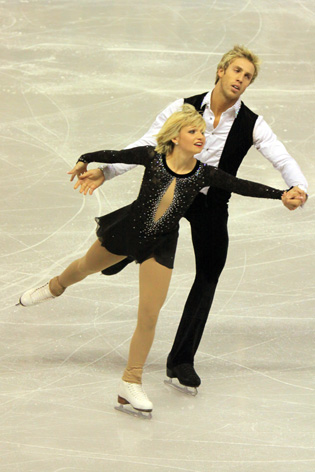
Мур-Тауэрс и Москович на Skate Canada 2009

### Выступления с Диланом Московичем
В пару с Диланом Московичем Кирстен встала в феврале 2009 года. Первый совместный сезон успеха спортсменам не принёс: на домашнем этапе серии Гран-при Skate Canada 2009 они стали только шестыми, на чемпионате страны заняли пятое место, что не позволило им войти в состав сборной на Олимпийские игры и чемпионат мира.
Сезон 2010—2011 пара начала успешно, Кирстен и Дилан дважды становились серебряными призёрами этапов серии Гран-при Skate America и Skate Canada, что позволило им впервые в карьере войти в состав участников финала Гран-при, где они заняли последнее шестое место. На чемпионате Канады в отсутствие пропускающих сезон из-за травмы лидеров канадской сборной последних лет Джессики Дюбэ и Брайса Дэвисона заняли первое место и вошли в состав сборной на чемпионат четырёх континентов и чемпионат мира, где заняли пятое и восьмое место соответственно.
Сезон 2012—2013 стал прорывом пары в элиту мирового парного катания. На чемпионате четырёх континентов они заняли второе место вслед за своими соотечественниками Меган Дюамель и Эриком Рэдфордом, а на чемпионате мира 2013 года в канадском Лондоне пара заняла четвёртое место.

### В паре с Майклом Маринаро
6 июня 2014 было объявлено о создании пары с Майклом Маринаро. Осенью они дебютировали на канадском этапе Гран-при, где заняли шестое место. На чемпионате Канады 2015 года в Кингстоне новоиспечённая пара заняла четвёртое место (на втором месте была пара с прежнем партнёром Кирстен). На чемпионате четырёх континентов в Сеуле фигуристы выступили не совсем удачно: заняли предпоследнее место.
В новом сезоне пара дебютировала на одном из этапов «Челленджер» в Солт-Лейк-Сити, где уверено выиграли бронзовые медали. Далее они выступили вновь на этапе серии Гран-при дома; где выиграли третье место при этом пара улучшила все свои спортивные достижения. На следующем этапе Гран-при в России пара заняла выступила не столь удачно. На национальном чемпионате пара финишировала на четвёртом месте. Они были запасными в сборной и позже заменили травмированных товарищей. В начале апреля в Бостоне на мировом чемпионате канадская пара сумела пробиться в восьмёрку лучших мировых пар и улучшила все свои прежние спортивные достижения.
По целому ряду причин начало предолимпийского сезона у пары было сорвано. Впервые они стартовали в январе 2017 года на национальном чемпионате в Оттаве и не могли составить конкуренции ведущим канадским парам и заняли третье место. В середине февраля канадские фигуристы выступили в Южной Корее на континентальном чемпионате, где они улучшили свои прежние достижения в короткой программе и сумме; при том финишировали в середине турнирной таблицы. Через два месяца после этого; после ряда отказов пара была отправлена на командный чемпионат мира, они выступили относительно неплохо. При этом улучшили свои прежние спортивные достижения в произвольной программе и сумме.

### Второй олимпийский сезон
В сентябре канадская пара начала олимпийский сезон в Солт-Лейк-Сити, где в упорной борьбе на турнире U.S. Classic они финишировал с золотой медалью. Через два месяца пара выступала на китайском этапе в Пекине серии Гран-при, где они финишировали с бронзовыми медалями. При этом им удалось улучшить свои прежние достижения в произвольной программе. В конце ноября на американском этапе в Лейк-Плэсиде они финишировали в середине турнирной таблицы. В начале 2018 года пара в Ванкувере удачно выступила на национальном чемпионате. Они финишировали с бронзовыми медалями и вошли в олимпийский состав. В середине февраля 2018 года в Канныне начались соревнования в индивидуальном турнире. Спортсмены выступили успешно они не значительно улучшили свои прежние достижения в произвольной программе. Финишировали рядом с десяткой лучших пар.
На Олимпийских играх 2022 года Мур-Тауэрс и Маринаро заняли десятое место в соревнованиях спортивных пар и четвёртое место в командном турнире. После чего завершили соревновательную карьеру.
В 2023 году, совместно с Кевином Рейнольдсом, Кэйтлин Осмонд, Кейтлин Уивер и Тедом Бартоном, была одним из англоязычных комментаторов Гран-при Канады.

## Программы
(с М. Маринаро)
| Сезон     | Короткая программа                                                                                      | Произвольная программа | Показательные выступления                                     |
| --------- | --- | --- | ------------------------------------------------------------- |
| 2019—2020 | - «Love on the Brain» Рианна в исполнении Cold War Kids и Bishop Briggs                                 | - «Carry You» Ruelle, Fleurie |                                                               |
| 2018—2019 | - «The First Time Ever I Saw Your Face» Юэн Макколл в исполнении Леоны Льюис                            | - «Shine On You Crazy Diamond» Pink Floyd - «The Happiest Days Of Our Lives» Pink Floyd - «Another Brick in the Wall» Pink Floyd |                                                               |
| 2017—2018 | - «Sweet Dreams» Eurythmics в исполнении Терез Монкальм - «Sweet Dreams» Eurythmics в исполнении Escala | - «Un Ange Passe» Ален Лефевр |                                                               |
| 2016—2017 | - «Heartbreak Hotel» Мэй Борен Экстон, Томас Дерден                                                     | - «Un Ange Passe» Ален Лефевр |                                                               |
| 2015—2016 | - «If I Can’t Have You» Этта Джеймс                                                                     | - Саундтрек к фильму «Ромео + Джульетта» Крэйг Армстронг                                                                         | - «It's a Man's Man's Man's World» в исполнении Джошуа Ледета |
| 2014—2015 | - «Cell Block Tango» (из мюзикла «Чикаго») Джон Кандер                                                  | - «Шахматы» Бенни Андерссон, Бьёрн Ульвеус                                                                                       | - «It's a Man's Man's Man's World» в исполнении Джошуа Ледета |

(с Д. Московичем)
| Сезон     | Короткая программа                                                | Произвольная программа                                                         | Показательные выступления                                          |
| --------- | ----------------------------------------------------------------- | ------------------------------------------------------------------------------ | ------------------------------------------------------------------ |
| 2013—2014 | - «Motley Crue» (из фильма «Неудачники») Рафаэль Бо, Макс Стайнер | - Феллини попурри Нино Рота                                                    | - «Everybody Hurts» R.E.M.                                         |
| 2012—2013 | - «Motley Crue» (из фильма «Неудачники») Рафаэль Бо, Макс Стайнер | - Queen попурри                                                                |                                                                    |
| 2011—2012 | - Саундтрек к фильму «Борсалино» Клод Боллинг                     | - Саундтрек к фильму «Генрих V» Патрик Дойл                                    | - «Dreaming with a Broken Heart» Джон Мейер                        |
| 2010—2011 | - «Zorba’s Dance» (из фильма «Грек Зорба») Микис Теодоракис       | - «Отверженные» Клод-Мишель Шёнберг                                            | - Саундтрек к фильму «Добейся успеха» - «Something» Джим Стёрджесс |
| 2009—2010 | - Саундтрек к фильму «Бразилия» Майкл Кэймен                      | - «Leyenda» Ванесса Мэй - «Romanza» Андреа Бочелли - «Malagueña» Брайан Сетцер | - «Something» Джим Стёрджесс                                       |

## Результаты выступлений

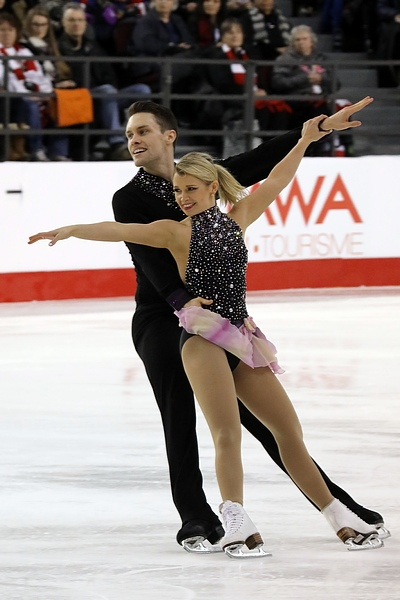
Мур-Тауэрс и Маринаро исполняют короткую программу на чемпионате Канады 2017

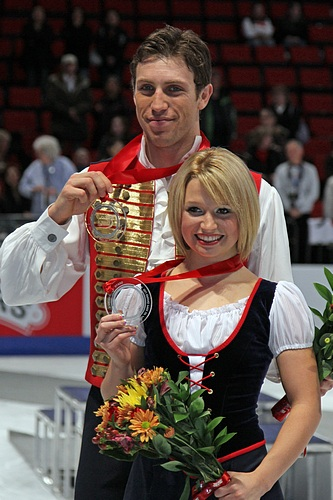
Мур-Тауэрс и Москович на награждении Skate Canada 2010

(с Майклом Маринаро)
| Соревнования                         | 14/15         | 15/16         | 16/17         | 17/18         | 18/19         | 19/20         | 20/21         |
| Международные                        | Международные | Международные | Международные | Международные | Международные | Международные | Международные |
| ------------------------------------ | ------------- | ------------- | ------------- | ------------- | ------------- | ------------- | ------------- |
| Зимние Олимпийские игры              |               |               |               | 11            |               |               |               |
| Чемпионаты мира                      |               | 8             |               | 6             | 7             |               | 6             |
| Чемпионаты четырёх континентов       | 9             |               | 7             |               | 2             | 3             |               |
| Финалы Гран-при                      |               |               |               |               |               | 5             |               |
| Этапы Гран-при: Trophée Eric Bompard | 7             |               |               |               |               |               |               |
| Этапы Гран-при: Skate Canada         | 6             | 3             |               |               | 3             | 2             |               |
| Этапы Гран-при: Rostelecom Cup       |               | 7             |               |               |               |               |               |
| Этапы Гран-при: NHK Trophy           |               |               | WD            |               | 4             | 2             |               |
| Этапы Гран-при: Cup of China         |               |               |               | 3             |               |               |               |
| Этапы Гран-при: Skate America        |               |               |               | 6             |               |               |               |
| Челленджеры. U.S. Classic            |               | 3             |               | 1             |               |               |               |
| Челленджеры. Finlandia Trophy        |               |               |               |               | 2             |               |               |
| Челленджеры. Autumn Classic          |               |               |               |               | 2             |               |               |
| Челленджеры. Nebelhorn Trophy        |               |               |               |               |               | 1             |               |
| Международные командные              |               |               |               |               |               |               |               |
| Командные чемпионаты мира            |               |               | 4             |               | 5             |               |               |
| Национальные                         |               |               |               |               |               |               |               |
| Чемпионаты Канады                    | 4             | 4             | 3             | 3             | 1             | 1             |               |

(с Диланом Московичем)
| Соревнования                   | 09/10         | 10/11         | 11/12         | 12/13         | 13/14         |
| Международные                  | Международные | Международные | Международные | Международные | Международные |
| ------------------------------ | ------------- | ------------- | ------------- | ------------- | ------------- |
| Зимние Олимпийские игры        |               |               |               |               | 5             |
| Чемпионаты мира                |               | 8             |               | 4             | 4             |
| Чемпионаты четырёх континентов | 9             | 5             |               | 2             |               |
| Финалы Гран-при                |               | 6             |               | 5             | 6             |
| Этапы Гран-при: NHK Trophy     |               |               |               | 2             |               |
| Этапы Гран-при: Cup of China   |               |               | 3             | 4             |               |
| Этапы Гран-при: Cup of Russia  |               |               |               |               | 3             |
| Этапы Гран-при: Skate America  |               | 2             | 3             |               | 2             |
| Этапы Гран-при: Skate Canada   | 6             | 2             |               |               |               |
| U.S. Classic                   |               |               |               | 1             | 1             |
| Международные командные        |               |               |               |               |               |
| Зимние Олимпийские игры        |               |               |               |               | 2             |
| Национальные                   |               |               |               |               |               |
| Чемпионаты Канады              | 5             | 1             | 4             | 2             | 2             |

(с Эндрю Эвансом)
| Соревнования                       | 08/09                       |
| Международные среди юниоров        | Международные среди юниоров |
| ---------------------------------- | --------------------------- |
| Этапы юниорского Гран-при: Мексика | 10                          |
| Национальные                       |                             |
| Чемпионаты Канады                  | 4J.                         |
| J = юниорский уровень              |                             |